# Gama-aminobuterna kiselina
γ-Aminobuterna kiselina (GABA) je glavni inhibitorni neurotransmiter u centralnom nervnom sistemu sisara. Ona učestvuje u regulaciji pobudljivosti neurona. Kod insekata GABA dejstvuje samo na pobuđujuće nervne receptore. Kod ljudi, GABA je između ostalog direktno odgovorna za regulaciju tonus mišića. Mada je ovo jedinjenje aminokiselina, GABA ne ulazi u sastav proteina.
Kod ljudi obolelih od spastičke paralize GABA apsorpcija postaje otežana, što dovodi do hipertonije mišića. Baklofen, je lek koji dejstvuje kao zamena za GABA-u. On može da se veže za oštećene nerve, tako da se ponekad koristi za lečenje spastičnosti uzrokovane nedovoljnom GABA apsorpcijom.

## Funkcija

### Neurotransmiter
Kod kičmenjaka, GABA deluje na inhibitorne sinapse u mozgu vezivanjem za specifične transmembranske receptore u membrani plazme. Ona utiče na pre- i postsinaptičke neuronske procese. Ovo vezivanje uzrokuje otvaranje jonskih kanala čime se omogućava protok bilo negativno naelektrisanih hloridnih jona u ćeliju ili pozitivno naelektrisanih jona kalijum iz ćelije. U zavisnosti od toga koji se jonski kanali otvore, membrana je bilo hiperpolarizovana ili depolarizovana. Ova akcija rezultuje u negativnoj promeni transmembranskog potencijala, što obično izaziva hiperpolarizaciju. Dve opšte klase GABA receptora su poznate: GABAA kod koga je receptor deo kompleksa ligand-kontrolisanog jonskog kanala, i GABAB metabotropski receptori, koji su G protein-spregnuti receptori. Oni otvaraju ili zatvaraju jonske kanale putem intermedijara (G proteina).

### Razvoj
U hipokampusu i neokorteksu mozga sisara, GABA ima prvenstveno pobuđivačku ulogu u ranom razvoju. Ona je značajan pobuđivački neurotransmiter u mnogim regionima mozga pre nego što dođe do maturacije glutamatnih sinapsi.
U razvojnim stupnjevima koji prethode formiranju sinaptičkih kontakta, GABA je sintetizovana od strane neuronima, i ona dejstvuje kao autokrini (koji dejstvuje na istoj ćeliji) i parakrini (koji dejstvuje na obližnje ćelije) signalni medijator.
GABA reguliše proliferaciju neuralnih progenitorskih ćelija, migraciju i diferencijaciju, elongaciju neurita i formaciju sinapsi.
GABA takođe reguliše rast embrionskih i neuralnih stem ćelija. GABA utiče na razvoj neuralnih progenitorskih ćelija putem BDNF izražavanja. GABA aktivira GABAA receptor, uzrokujući zaustavljanje ćelijskog ciklusa u S-fazi, čime se ograničava rast.

## Literatura
- Lydiard B, Pollack MH, Ketter TA, Kisch E, Hettema JM (26. 10. 2001). „GABA”. Continuing Medical Education. School of Medicine, Virginia Commonwealth University, Medical College of Virginia Campus (VCU), Richmond, VA. Архивирано из оригинала 16. 05. 2008. г. Приступљено 20. 6. 2008. „The role of GABA in the pathogenesis and treatment of anxiety and other neuropsychiatric disorders”
- Purves D, Fitzpatrick D, Hall WC, Augustine GJ, Lamantia AS (2007). Neuroscience (4th изд.). Sunderland, Mass: Sinauer. стр. 135, box 6D.

## Spoljašnje veze
- Scholarpedia članak o GABA
- List of GABA neuroni na NeuroLex.org Архивирано на веб-сајту  (12. април 2021)